# Abbazia di Kirkstall
L'abbazia di Kirkstall è un edificio religioso cistercense situato nella cittadina di Kirkstall, sulla sponda Nord del fiume Aire, a Nord-Ovest dalla città di Leeds, nel West Yorkshire dell'Inghilterra.
È stata fondata nel 1152 e attualmente ne rimangono visibili solo le rovine all'interno di un parco pubblico.

## Origini
Nel 1147 il barone Henry de Lacy, durante un periodo di malattia, fece un voto per il quale al momento della sua guarigione avrebbe istituito un monastero dedicato a Maria, madre di Gesù Cristo. Una volta guarito, de Lacy offrì all'ordine cistercense la sua terra nel paese di Barnoldswick, situato nell'attuale Lancashire, per avviare la costruzione del monastero. Alexander, il priore dell'abbazia di Fountains, venne scelto come abate e portò con sé 22 seguaci. A Barnoldswick abbatterono la chiesa già esistente per costruire la nuova abbazia sul terreno di de Lacy ma questo si dimostrò essere un luogo inospitale: i monaci, dopo aver resistito sei anni in massima povertà, spinsero l'abate Alexander a cercare un altro luogo in cui il monastero potesse essere trasferito. Durante un viaggio, Alexander raggiunse la vallata di Airedale, già abitata da alcuni eremiti e la considerò il luogo ideale in cui trasferire la propria abbazia. De Lacy diede il suo appoggio ad Alexander per l'acquisizione della nuova terra: il 20 maggio 1152 i monaci vi si trasferirono e alcuni degli eremiti entrarono a far parte dell'abbazia mentre i restanti ebbero un compenso per lasciare il luogo.

## Storia
Nel 1182 Ralph Hageth, già priore all'abbazia di Fountains, prese il posto dell'abate Alexander. La "regola" di Hageth non fu soddisfacente e Kirkstall ne risultò impoverita: per nove anni i monaci ebbero gravi difficoltà economiche.
Nel 1191, Hageth fu succeduto da Lambert, uno tra i monaci che era partito da Fountains per raggiungere Barnoldswick.
I monaci di Kirkstall non furono mai i più ricchi o i più poveri tra le comunità monastiche, ma riuscirono sempre ad avere un forte supporto dalle comunità locali e buone relazioni con il re, gli aristocratici e la chiesa.
Soltanto negli ultimi anni del 1200 l'abbazia andò in debito: un discendente del fondatore Henry de Lacy decise di finanziare i monaci, i quali riuscirono a saldare del tutto il debito nel 1304.
L'abbazia rimase fiorente fino agli inizi del XVI secolo: nel 1534 il Parlamento approvò l' Atto di Supremazia grazie al quale re Enrico VIII divenne capo della chiesa d'Inghilterra. Il re iniziò così la dissoluzione dei monasteri in Inghilterra: lo scioglimento delle case religiose a causa del loro legame con la Chiesa Cattolica e la loro fedeltà al Papa.

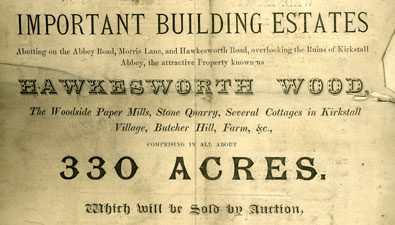
Certificazione di vendita del terreno dell'abbazia risalente al XIX secolo

Il 22 novembre 1539 gli agenti del re fecero ingresso nella sala capitolare dell'abbazia dove, in presenza di tutti i monaci, l'abate John Ripley firmò la resa e la comunità  monastica fu disciolta in maniera ufficiale.
In assenza dei monaci, i terreni vennero venduti.
Nel tardo 1800 l'abbazia venne messa in vendita e fu acquistata dal Colonnello North, un noto commerciante di Leeds. 
North la donò nel 1890 all'attuale Leeds City Council in modo tale che tutti i cittadini potessero essere liberi di visitare le rovine.

I monaci dell'abbazia, basandosi sulla regola benedettina (capitolo 53) , offrirono sempre ospitalità nella loro foresteria: qualsiasi persona arrivasse, non importava chi fosse o le sue condizioni economiche, i monaci l'avrebbero trattata con un rispetto tale come avrebbe dimostrato Cristo stesso. 
L'ospitalità era un modo per dimostrare carità verso gli altri, una parte importante dello stile di vita monastico.
Gli ospiti più poveri venivano ospitati vicino alla portineria mentre agli ospiti più benestanti era riservata la foresteria.
Gli scavi nella foresteria furono tenuti per la prima volta negli anni '80 del 1900 sotto la guida di William Henry St John Hope: il suo lavoro permette oggi di conoscere tutte le stanze della foresteria e come venivano utilizzate. 
Durante gli scavi furono rinvenuti numerosi oggetti posseduti ed utilizzati dagli ospiti dell'abbazia: fibbie di cinture, spille, bottoni decorativi e utensileria per la scrittura oggi conservati presso il Leeds Museums & Galleries.

### Elenco degli abati
- Alexander: 1147
- Ralph Hageth: 1182
- Lambert: 1191
- Turgesius: 1196
- Helias de Rupe: 28 February 1203-1204
- Ralph of Newcastle: 29 September 1209
- Walter: 1230
- Martin: 1237
- Maurice: 1236-1237
- Adam: 1249
- Hugh Mikelay: 1259
- Simon: 1262
- William de Ledes: 1269
- Robert: 1271-1275
- Gilbert de Cotles (Cothes o Cotes): 15 agosto 1275
- Henry Karr: 1280
- Hugh Grimston: 27 febbraio 1288-1289
- William de Parlington: 1290
- John de Birdsall: 1304
- Walter: 1313
- William: 1337
- Roger de Ledes: 1349
- Ralph: 1351
- John Topcliffe: 1356
- John de Thornberg: 1369
- John de Bardsey: 1392
- William Stapleton: 1414
- John de Colyngham: 1432
- John: 1432
- William Grayson (o Graveson): 1452
- Thomas Wymbirslay: 1468
- Robert Killingbeck: 1499
- William Stokdale: 1501
- John Ripley: 1508
- William Marshall: dicembre 1509
- John Ripley (per la seconda volta): 15 maggio 1528

### Suddivisione dei compiti all'interno dell'abbazia
L'abbazia aveva a capo il Signore Abate: aveva un grande potere, era a capo delle benedizioni solenni, confermava gli ordini minori, teneva il mitria sulla sua testa e il pastorale tra le mani.
All'abate seguiva il priore, seguito a sua volta dal sotto-priore: questi, così come i funzionari minori, potevano essere rimossi dalla loro posizione per volere dell'abate.
Lo specialista della struttura, o magister operis, si prendeva cura dell'edificio, lo ispezionava e si occupava delle riparazioni.
L'elemosiniere, o eleemosynarius, badava all'educazione ed al mantenimento dei coristi, ma soprattutto soprintendeva all'elemosina della casa la quale veniva distribuita giornalmente ai poveri all'ingresso dell'abbazia.
Il sacrestano, o sacrista, si occupava dei libri sacri, dei paramenti e dell'offerta all'altare principale. Era colui che portava il Pane e il Vino durante il sacramento ed era inoltre il responsabile delle sepolture.
Il ciambellano, o camerarius, aveva la gestione del dormitorio fornendo lenzuola, asciugamani, abiti e rasoi per i monaci.
Il tesoriere, o thesaurarius, riceveva gli affitti e pagava per le spese comuni.
Il cantore, o precentor, aveva la direzione del coro: forniva i libri di testo ai cantanti, pagava il loro salario e riparava gli organi.
Vi erano inoltre numerosi altri funzionari che si occupavano del mantenimento e della conservazione dell'ordine interno e dell'aspetto esteriore (come ad esempio domestici, cuochi, panettieri, carpentieri, muratori, giardinieri etc).

## L'edificio
La disposizione delle stanze e delle diverse strutture dell'abbazia deriva sia dalla natura delle regole monastiche sia per l'attenzione alle comodità generali.
Dal momento che una tra le regole più importanti richiedeva ai monaci l'isolamento, la prima caratteristica dell'abbazia è il chiostro: 50 acri circondati da un alto muro dal quale era possibile entrare da uno o due cancelli e nel quale ai fedeli non era permesso l'accesso.
Il lato nord del chiostro era dato dalla navata della chiesa: la sua altezza e le sue grandi dimensioni offrivano il miglior riparo dai venti del nord e allo stesso tempo non privava il chiostro della luce solare.

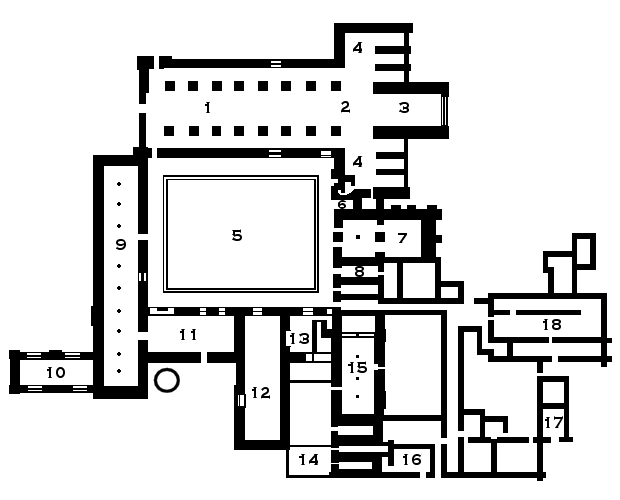
Kirkstall Abbey layout

A formare in parte il lato est del chiostro, collegata alla parte finale del transetto a sud, vi era la sagrestia affiancata dalla sala capitolare: venne sempre considerata come parte integrante della chiesa, vi venivano svolte le elezioni, vi avevano inizio le processioni, vi venivano presi i provvedimenti disciplinari. 
Al lato sud del chiostro si trovava il vecchio refettorio che, come nei monasteri Benedettini, correva da est a ovest, mentre il nuovo refettorio, come nelle altre abbazie Cistercensi, era sviluppato da nord a sud. Adiacente a questo vi era la cucina, la dispensa e i bagni.
Il lato ovest del chiostro era occupato dal dormitorio riservato ai frati laici: caratterizzato da archi e colonnato era collegato all'angolo sud-ovest della chiesa in modo tale che i religiosi potessero svolgere le loro funzioni con la minima esposizione all'aria esterna.
Una maestosa parte dell'abbazia è l'alloggio dell'abate: disposta in collegamento con l'angolo sud-est del chiostro in modo tale da avere un facile collegamento con la chiesa e la sala capitolare.

## L'abbazia oggi
Attualmente l'accesso alle rovine dell'abbazia è liberamente aperto al pubblico.
È stata utilizzata per la produzione televisiva Frankenstein sulla rete BBC, vi vengono svolti spettacoli teatrali e concerti classici.
Il Kirkstall Festival vi si tiene annualmente nel mese di luglio: viene organizzato da volontari ed attrae migliaia di turisti.
Anche artisti internazionali hanno scelto l'abbazia come luogo per le loro tournée di concerti.
L'antica portineria dell'abbazia oggi è stata trasformata in un museo.